# Mont-d’Origny
Mont-d’Origny ist eine französische Gemeinde mit 832 Einwohnern (Stand: 1. Januar 2022) im Département Aisne in der Region Hauts-de-France. Sie gehört zum Arrondissement Saint-Quentin, zum Kanton Ribemont und zum Gemeindeverband Val de l’Oise.

## Geografie
Die Gemeinde liegt an der Oise, 39 Kilometer nördlich von Laon und 16 Kilometer östlich von Saint-Quentin.  Nachbargemeinden von Mont-d’Origny sind Hauteville im Norden, Macquigny im Nordosten, Origny-Sainte-Benoite im Südosten, Süden und  Südwesten, Neuvillette im Westen sowie Bernot im Nordwesten.

## Bevölkerungsentwicklung
| Jahr                       | 1962 | 1968 | 1975 | 1982 | 1990 | 1999 | 2006 | 2013 | 2022 |
| Einwohner                  | 898  | 881  | 789  | 780  | 957  | 919  | 891  | 885  | 832  |
| Quellen: Cassini und INSEE |      |      |      |      |      |      |      |      |      |

## Sehenswürdigkeiten
- Kirche Notre-Dame, erbaut im 19. Jahrhundert

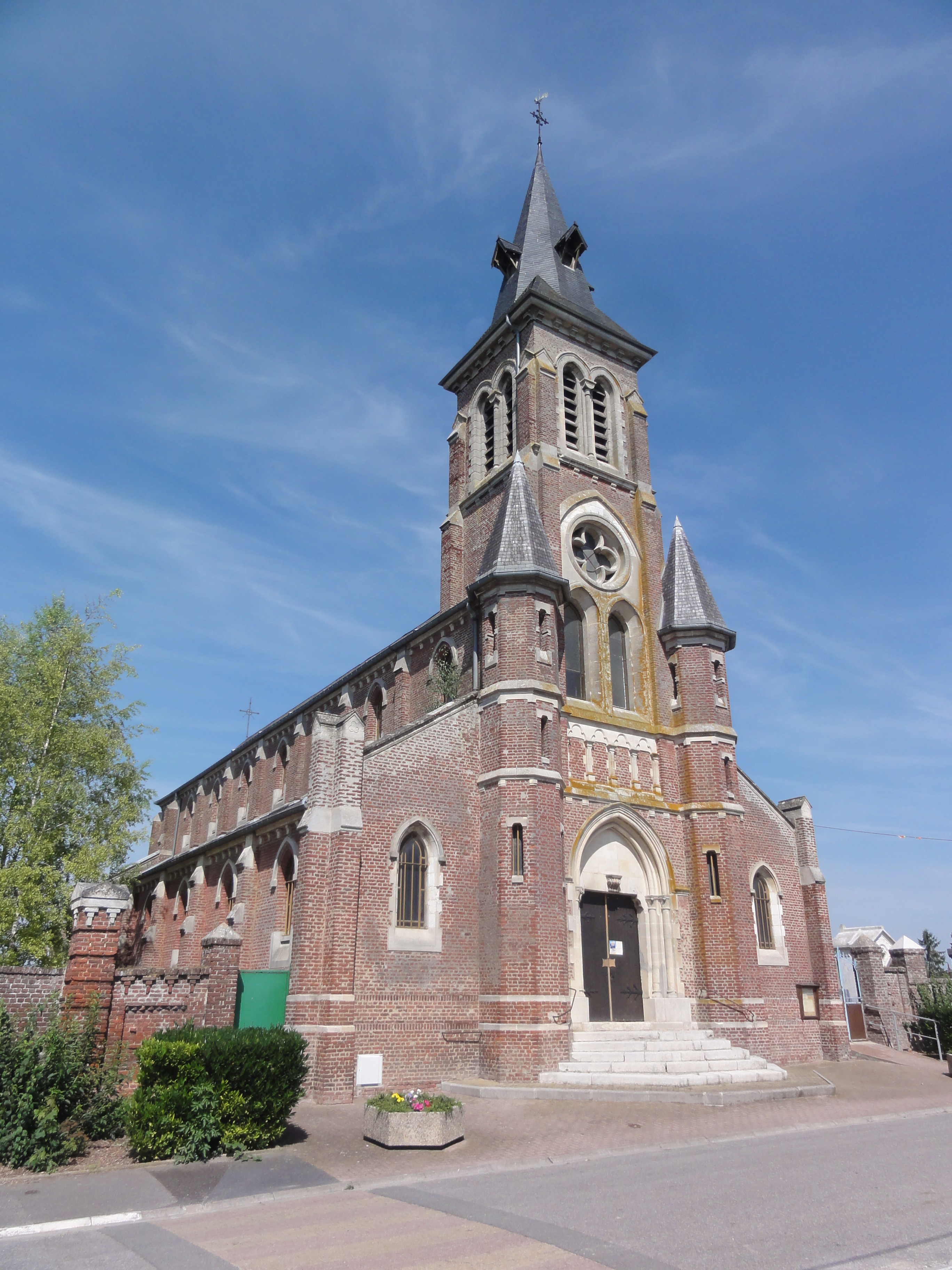
Kirche Notre-Dame
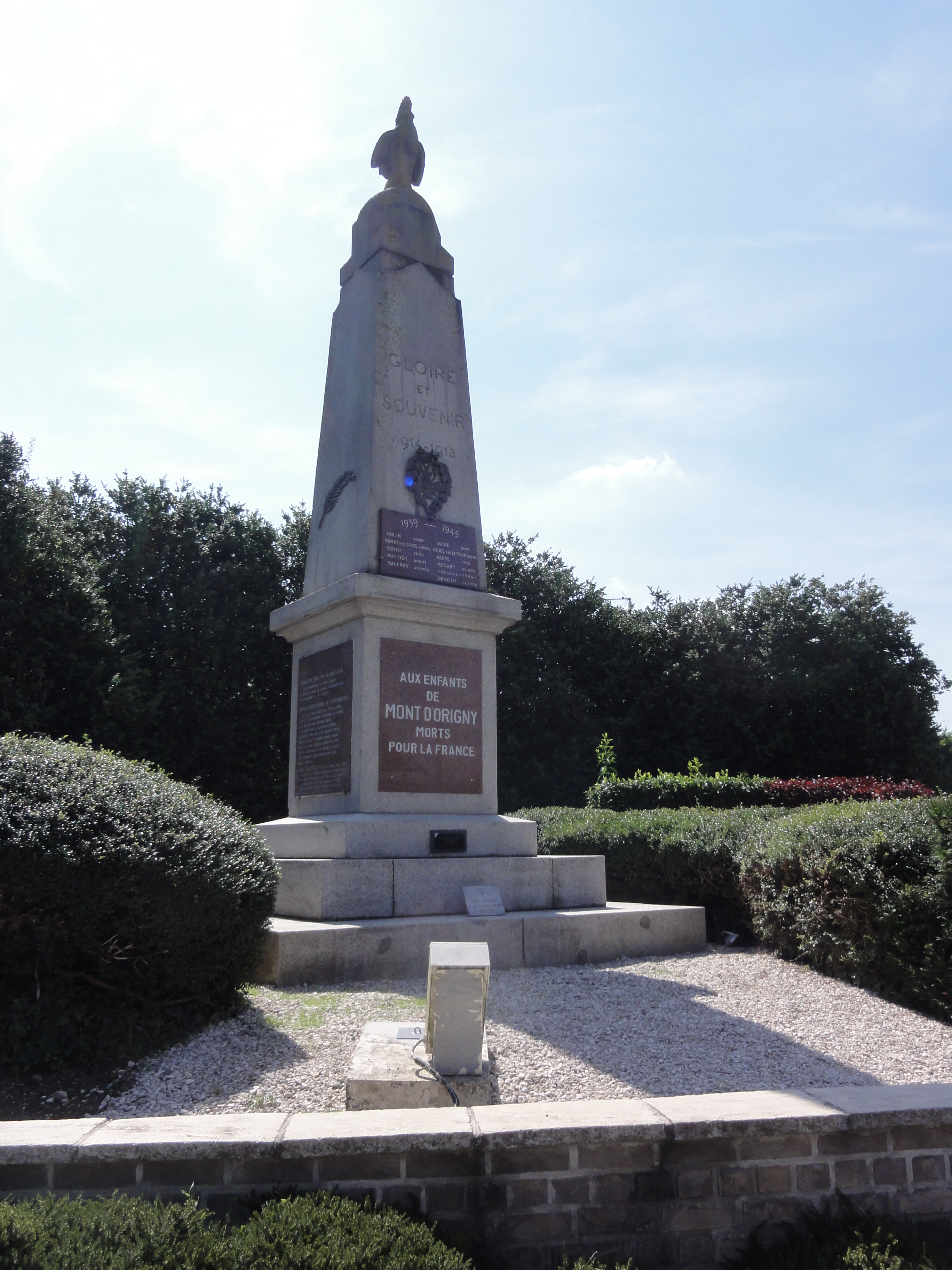
Gefallenendenkmal